# Rue Saint-Léonard (Nantes)
Pour les articles homonymes, voir Rue Saint-Léonard.
La rue Saint-Léonard est une rue de Nantes, en France.

## Situation et accès
Située dans le centre-ville de Nantes, longue d'environ 250 m, la rue Saint-Léonard relie la rue des Trois-Croissants à la rue Garde-Dieu. Elle rencontre sur son tracé les rues du Cheval-Blanc, de l'Hôtel-de-Ville, du Marais et Siméon-Foucault. Hormis la section entre la rue des Trois-Croissants et la rue du Cheval-Blanc qui est piétonne, c'est une artère bitumée, ouverte à la circulation.

## Origine du nom
Le nom de la rue vient d'une ancienne église située au nord-est de l'ancienne cité gallo-romaine, au niveau de l'angle de l'actuelle rue Garde-Dieu.

## Historique
Au moment de la construction de l'enceinte gallo-romaine entourant la cité des Namnètes, le lit de l'Erdre est plus large qu'actuellement. La zone correspondant à la rue Saint-Léonard actuelle est la limite Est de la rivière.
Au fil du temps, la ville se développe lentement à l'extérieur de ses remparts. Au XIe siècle, une douve est creusée au pied de la muraille pour améliorer le système de défense. Mais certaines parties de la ville ne sont pas protégées. C'est le cas de la rue de l'Échellerie, qui englobe les actuelles rues Saint-Léonard et Léon-Blum, de la très fréquentée place du Change, du port fluvial ou du quartier de Bourgneuf sur la rive droite de l'Erdre. C'est Pierre Mauclerc qui, au XIIIe siècle, entreprend la construction de nouvelles murailles prenant en compte l'extension de la ville.
Après cette construction, la rue de l'Échellerie est intra-muros. Cet aménagement entraîne son changement de nom : pour les besoins du tracé des remparts, Pierre Mauclerc a fait détruire l'église Saint-Cyr. En compensation, une nouvelle église est construite à l'angle de la rue de l'Échellerie et de l'actuelle rue Garde-Dieu. Cet édifice religieux prend de nom de Saint-Léonard, et donne son nom à la rue (l'église sera réquisitionnée durant la Révolution et transformée en fonderie pour la confection de flans monétaires puis d'obus de canons). Celle-ci est alors une voie importante de la ville, figurant sur l'axe reliant la rue de la Poissonnerie (actuelle rue de la Paix) au port Communeau.
Le premier nom connu pour cette voie est « rue de l'Échellerie », au Moyen Âge, du nom d'une porte perçant les remparts, et qui incluait la rue des Carmes. Pendant la Révolution, elle reçoit le nom de « Chevalier Jean-Charles de Folard » (en abrégé, rue Folard), puis prend le nom de rue de Fontenelles, avant de retrouver l'appellation rue Saint-Léonard.
La rue Saint-Léonard suit le tracé de l'ancien rempart gallo-romain. Pierre Mauclerc, une fois la nouvelle ligne de défense construite, autorise que les nouvelles constructions d'habitation s'appuient sur les anciennes murailles. C'est le cas notamment de l'église Saint-Léonard, détruite au début du XIXe siècle.

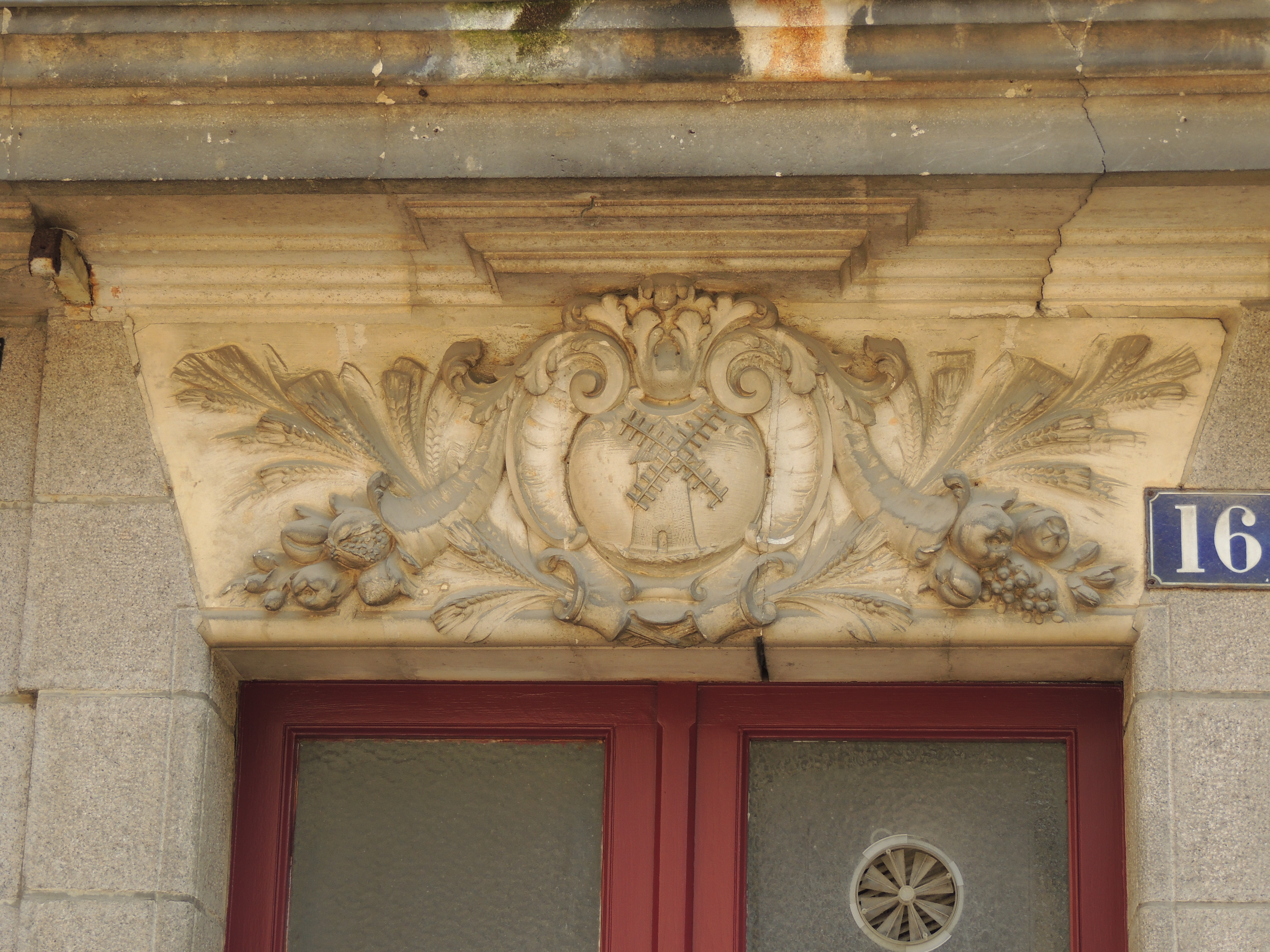
Linteau orné.
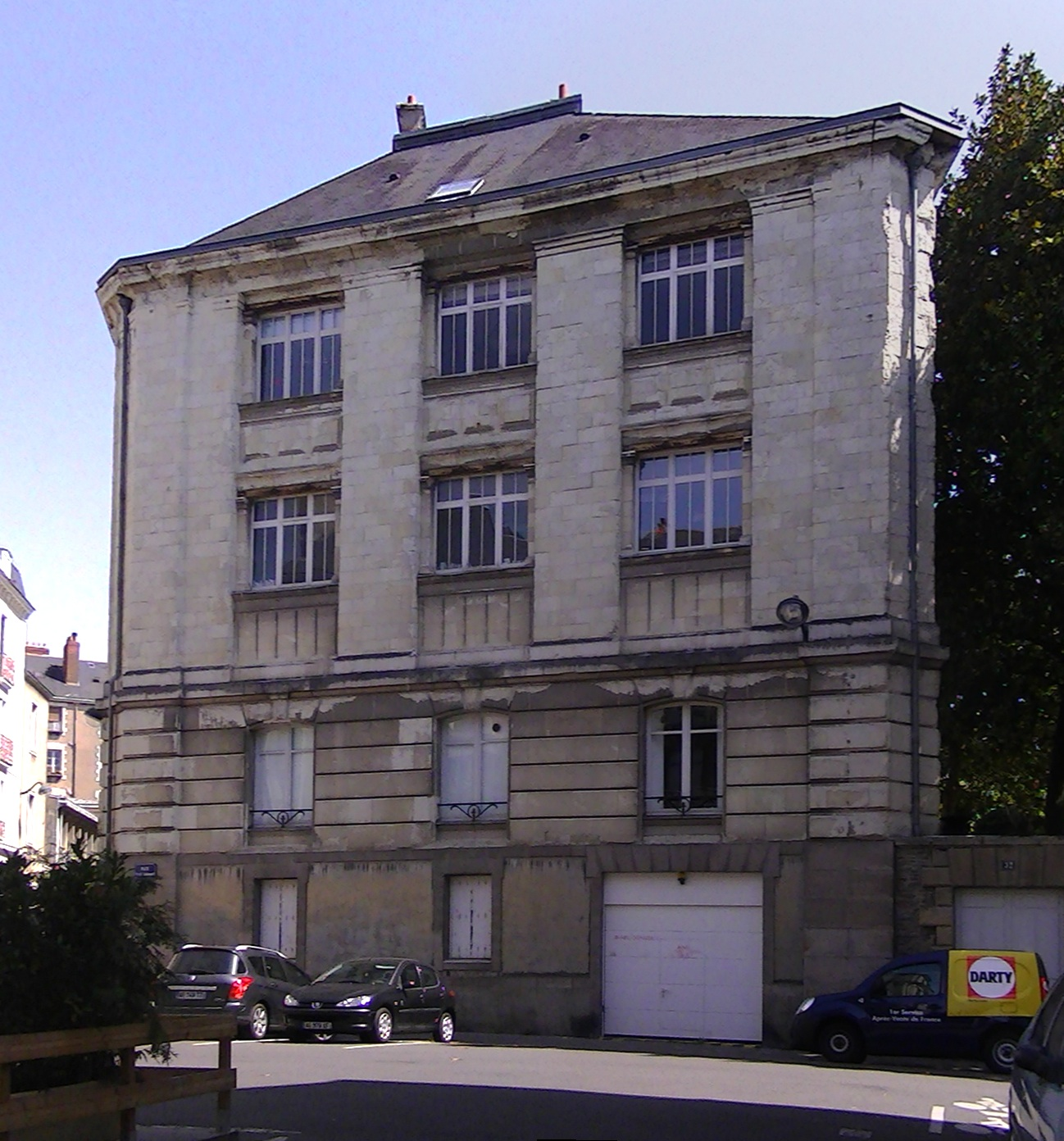
Ancien bâtiment des archives municipales.
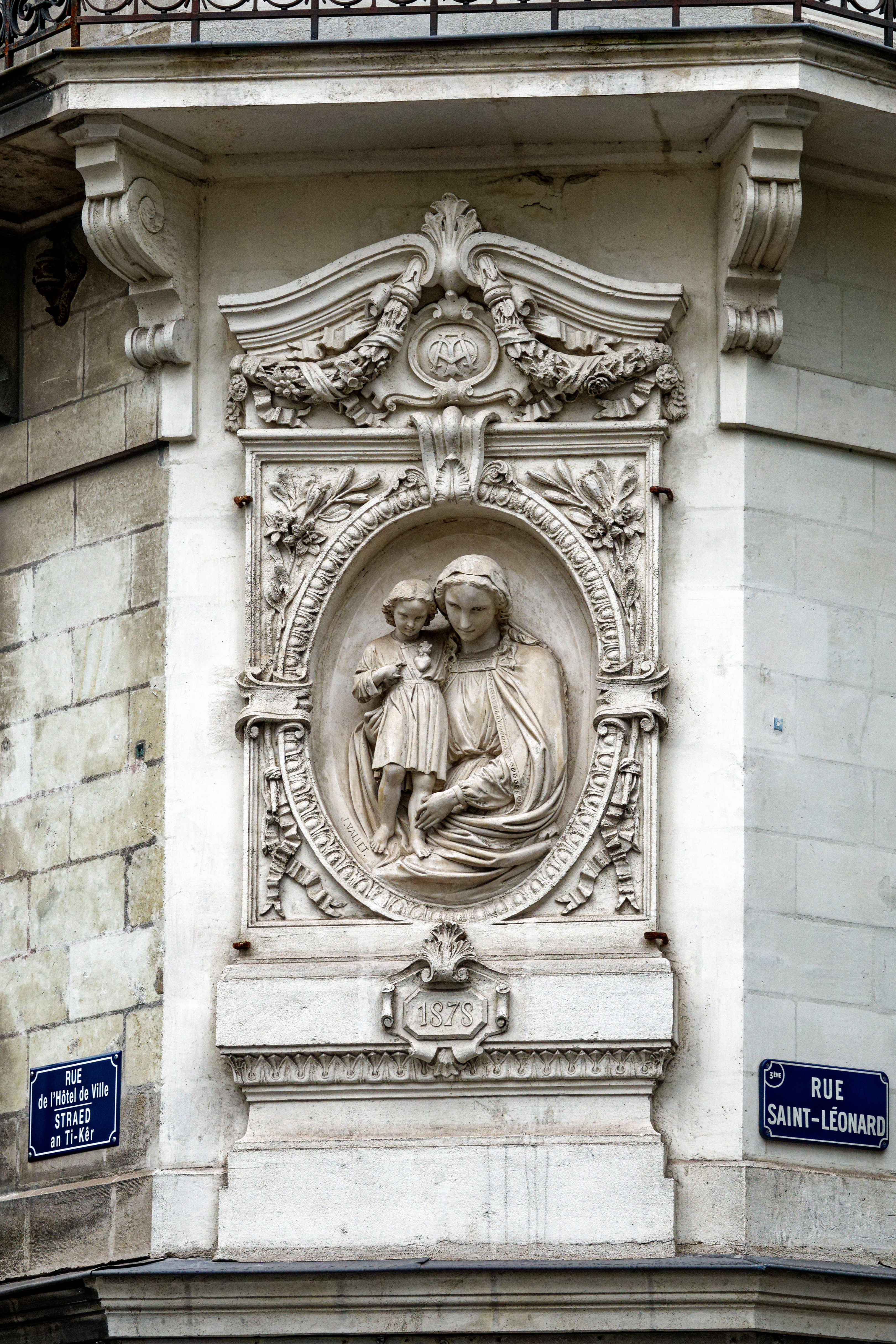
Bas-relief.
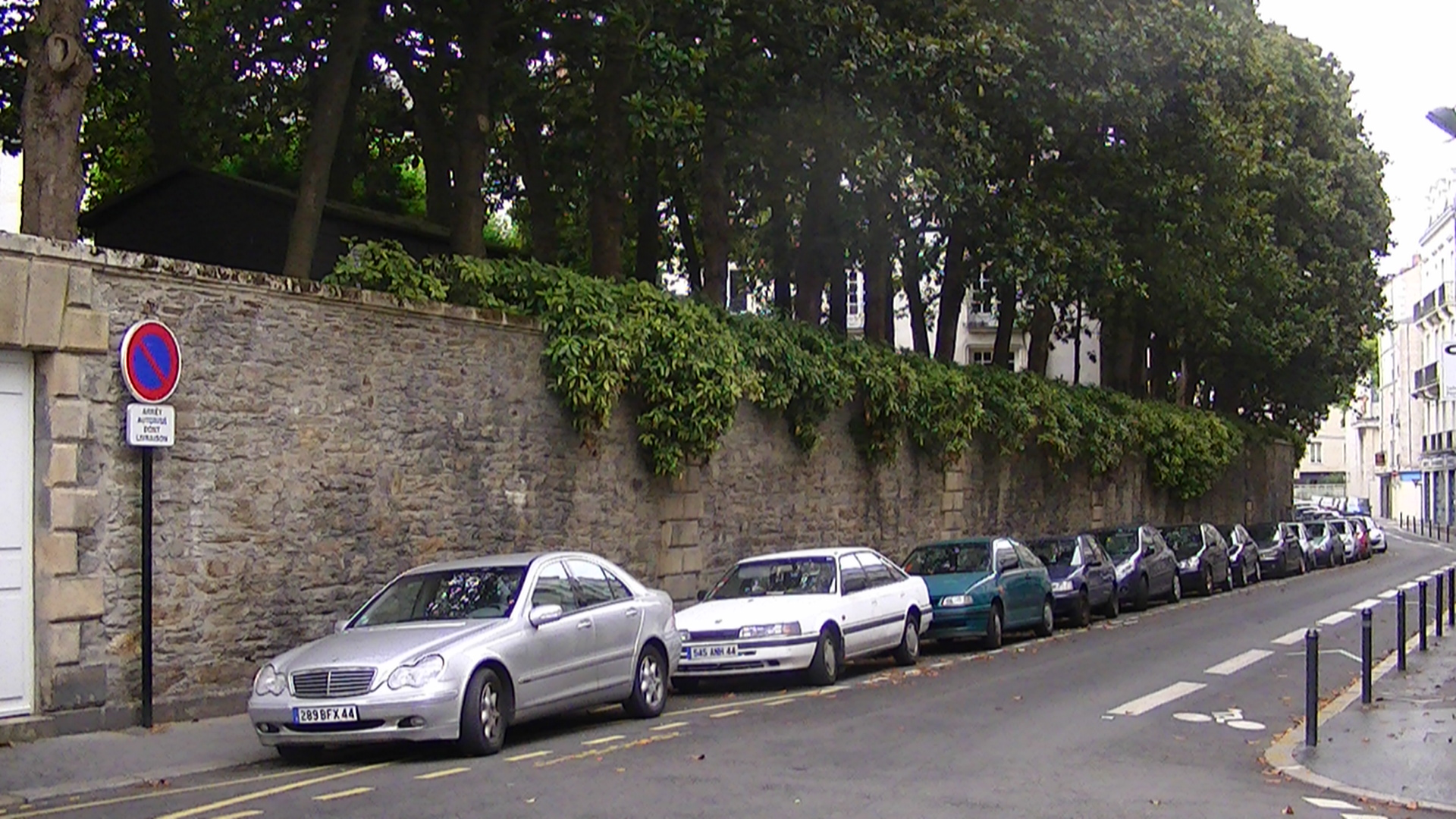
Partie est de la rue longeant le mur d'enceinte de l'hôtel de ville.

## Bâtiments remarquables et lieux de mémoire

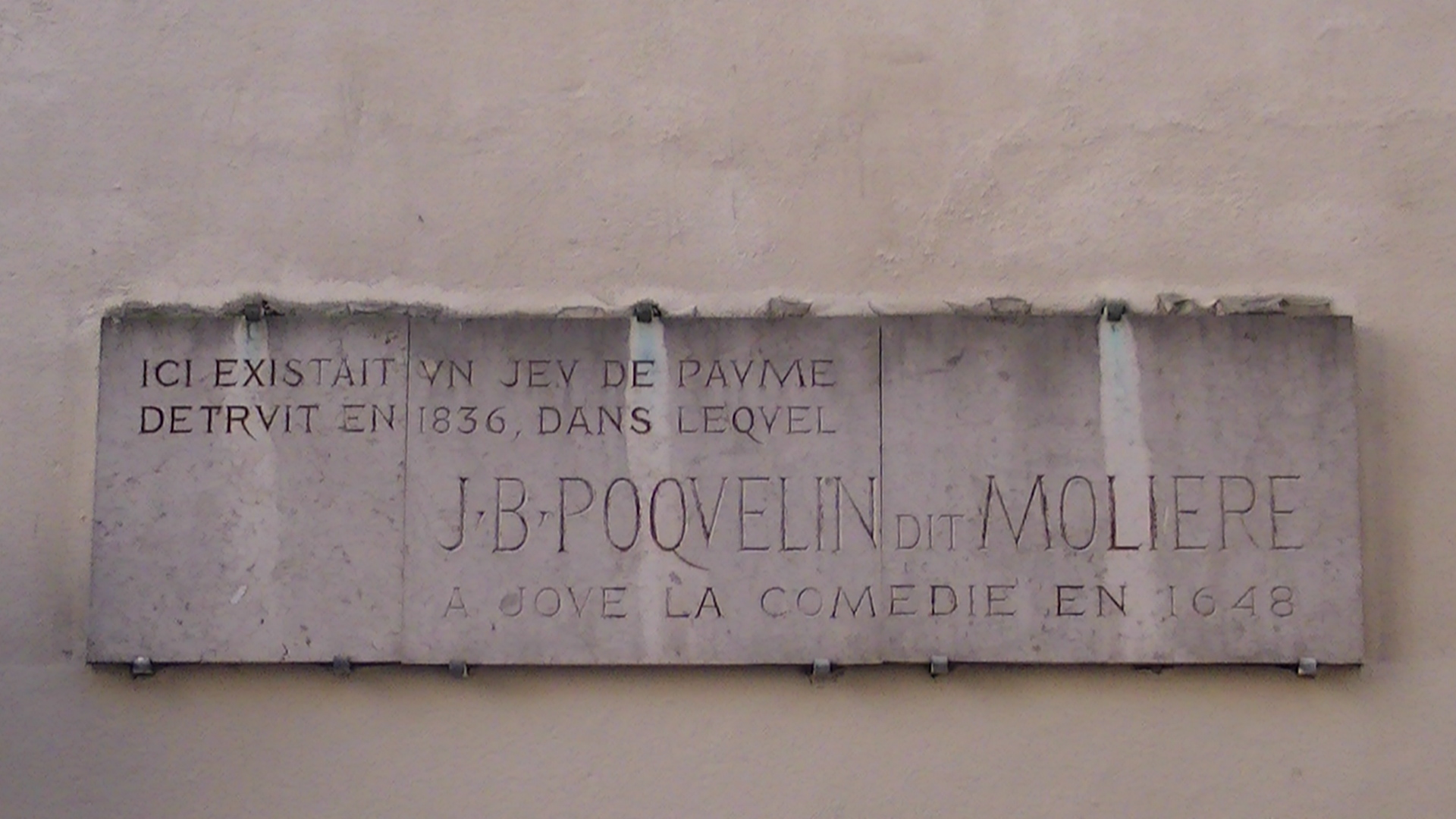
Plaque commémorative du passage de Molière

Une plaque sur le mur de l'« école maternelle publique Molière » commémore le supposé passage, en 1648, de la troupe de Molière dans la salle de jeu de paume qui se trouvait à cet endroit. Pendant son séjour, l'illustre auteur est également témoin d'un baptême dans la paroisse Saint-Clément.
La rue Saint-Léonard est bordée, sur la partie nord-est de son tracé, par l'hôtel de ville de Nantes.
L'Atelier Chardon Savard, école de stylisme privée, est installé au nord-ouest de la rue Saint-Léonard.